# Sonic Spinball
Sonic the Hedgehog Spinball, también conocido como Sonic Spinball, es un videojuego de pinball de 1993 desarrollado por Sega Technical Institute y publicado por Sega. Es un spin-off de la serie Sonic the Hedgehog ambientado en la continuidad de la serie animada homónima. Los jugadores controlan a Sonic the Hedgehog, quien debe evitar que el Doctor Robotnik esclavice a una población en un mecanismo gigante similar a un pinball. El juego se desarrolla en una serie de entornos similares a máquinas de pinball con Sonic actuando como bola.
Fue desarrollado por el personal estadounidense del Sega Technical Institute, ya que el personal japonés estaba ocupado con el desarrollo de Sonic the Hedgehog 3 y Sonic & Knuckles. Cuando la gerencia de Sega se dio cuenta de que Sonic 3 no se completaría a tiempo para la temporada de compras navideñas de 1993, encargaron otro juego de Sonic. Después de un desarrollo apresurado de nueve meses, Sonic Spinball se lanzó para Sega Genesis en noviembre de 1993 y para Game Gear y Master System en 1994.
Sonic Spinball recibió críticas mixtas, y los revisores elogiaron la novedad y los gráficos pero criticaron los controles. En 2003 se lanzó un segundo juego de pinball, Sonic Pinball Party, y en 2010 se inauguró una montaña rusa giratoria Sonic Spinball en el parque temático Alton Towers. Spinball se ha porteado a varias consolas y se ha incluido en algunas compilaciones de Sega.

## Sistema de juego

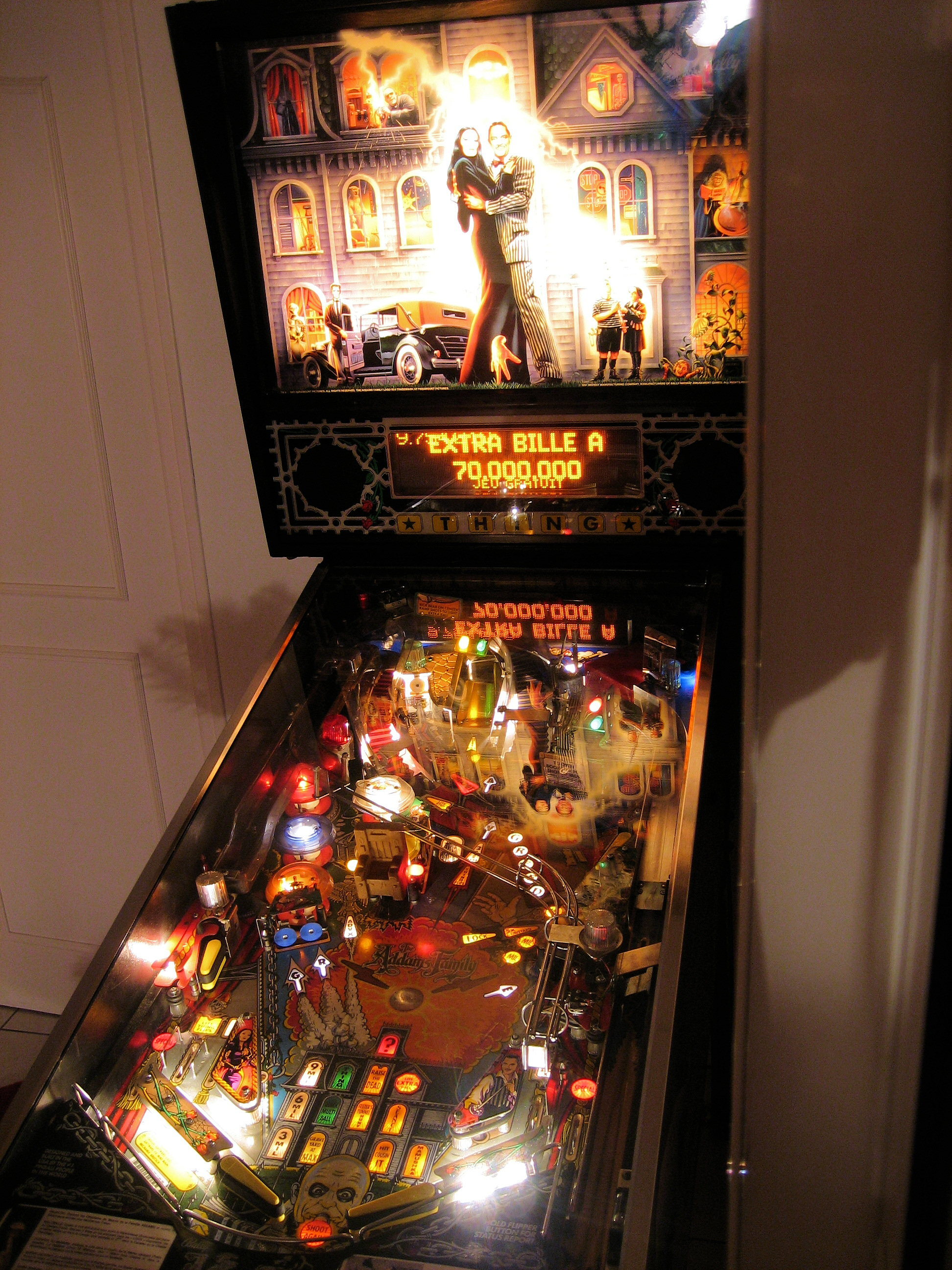
Sonic Spinball está ambientado en una mesa de pinball, en donde Sonic actúa como bola

Sonic Spinball es un videojuego de pinball en el que el jugador controla a Sonic the Hedgehog, que actúa como la bola. La mayor parte del juego tiene lugar dentro del «Sistema de defensa de pinball», que se asemeja a una serie de grandes máquinas de pinball. El juego consta de cuatro niveles, cada uno de los cuales contiene numerosas paletas que se pueden usar para apuntar la trayectoria de Sonic y lanzarlo a través del nivel. Sonic se puede maniobrar en el aire con la entrada de la almohadilla direccional, que se puede usar para un mejor posicionamiento después de un impacto con un bumper o un objetivo o cuando Sonic desciende hacia el drenaje, los bumpers o las paletas.
El objetivo de cada nivel es recolectar todas las Chaos Emeralds y luego derrotar al nuevo jefe ubicado en la parte superior del nivel. Algunas Chaos Emeralds están bloqueadas por obstáculos que requieren que Sonic presione ciertos interruptores o bumpers para crear un camino despejado. El jefe en la parte superior de cada nivel requiere una estrategia específica para vencer. Una «banda de estado» en la parte superior de la pantalla proporciona sugerencias para derrotar a los jefes, así como mensajes de aliento cuando el jugador progresa. La tira también le dice al jugador cuántas Chaos Emeralds quedan por recolectar en un nivel. Tras la derrota de un jefe enemigo, se inicia una ronda de bonificación. Estas rondas se muestran como Sonic jugando en una máquina de pinball normal. El jugador recibe tres bolas para disparar alrededor del tablero, con el objetivo de acumular puntos golpeando tantos bumpers y objetivos como sea posible. En cualquier momento de la ronda de bonificación, el jugador puede provocar un movimiento de inclinación que sacude la mesa y afecta la trayectoria de la pelota. Sin embargo, si el batido de inclinación se usa con demasiada frecuencia, todas las paletas se bloquearán, dejando que la bola se caiga por el desagüe. Cuando se cumpla el objetivo de la ronda de bonificación, o si las tres bolas caen a través de las paletas, la ronda de bonificación terminará y comenzará el siguiente nivel. Cuando se recolectan todas las Chaos Emeralds del juego y los cuatro jefes enemigos son derrotados, el jugador gana.
Sonic comienza el juego con tres vidas. Se pierde una vida cuando Sonic cae por un desagüe. Se puede ganar una vida extra acumulando 20 000 000 puntos, que se pueden obtener golpeando bumpers, navegando a través de bucles, recolectando anillos y destruyendo personajes enemigos.

## Trama
El malvado científico Doctor Robotnik ha construido una fortaleza en la cima de un volcán para transformar a los animales del planeta Mobius en esclavos robot. El magma del volcán alimenta la fortaleza y los sistemas de defensa, similares a máquinas de pinball. El volcán se mantiene estable gracias a las Chaos Emeralds. Sonic the Hedgehog y su amigo Tails organizan un asalto aéreo a la fortaleza. Sonic cae en las aguas que rodean el volcán, pero emerge en las cuevas bajo la fortaleza. Se infiltra en las defensas, se fuga con las Chaos Emeralds y libera a los animales. Sin las Chaos Emeralds, una erupción comienza a destruir la fortaleza. Sonic destruye la nave de escape de Robotnik. Tails rescata a Sonic, mientras que Robotnik cae en el volcán, que se hunde en el océano y explota.

## Desarrollo
Sonic the Hedgehog 2 impulsó las ventas de Sega Genesis en la temporada de compras navideñas de 1992. Cuando la gerencia de Sega of America se dio cuenta de que Sonic the Hedgehog 3 no estaría listo hasta el próximo año, encargaron otro juego que podría completarse a tiempo para la temporada navideña de 1993. Sonic Spinball fue desarrollado principalmente por personal estadounidense del Sega Technical Institute, mientras que el personal japonés producía Sonic 3.
La investigación de Sega sugirió que Casino Night Zone era uno de los niveles más populares en Sonic the Hedgehog 2. Esto proporcionó al diseñador Peter Morawiec una dirección para el nuevo juego. Morawiec se inspiró en el juego Pinball Dreams de Amiga de 1992 para combinar la mecánica del pinball con la jugabilidad de Sonic the Hedgehog. En colaboración con tres colegas, Morawiec diseñó animaciones básicas que representan a Sonic como un pinball. Las animaciones se demostraron a la alta gerencia de Sega, quien aprobó el proyecto.
El juego tendría que completarse en menos de un año para estar listo a tiempo para la temporada navideña de 1993. Morawiec consideró que este era un calendario «apretado» para un juego que aprovecharía la popularidad de la serie en América del Norte. Para acelerar la producción, Sega envió personal veterano de Japón para ayudar, incluido el artista habitual de Sonic the Hedgehog, Katsuhiko Sato. A pesar de la transferencia de este personal, aún no se preveía que el juego se completara a tiempo. Como resultado, el personal de Sega Technical Institute cambió el lenguaje de programación de ensamblador a C, una elección inusual para los juegos del Genesis en ese momento. Morawiec dijo que la elección causó problemas de velocidad de fotogramas y optimización, pero aceleró enormemente el desarrollo. En el espacio de 61 días entre junio y agosto de 1993, el proyecto evolucionó desde una construcción jugable sin sistemas de detección de colisiones ni animaciones de personajes hasta un juego completo.
Inmediatamente antes de que el juego saliera a la venta, se informó al equipo que Sega no poseía los derechos del tema musical de Sonic the Hedgehog. Morawiec recordó el alboroto entre el equipo después de que Hirokazu Yasuhara, el diseñador principal de Sonic Team, explicara que la melodía era propiedad de la banda japonesa Dreams Come True, cuyo miembro Masato Nakamura compuso la banda sonora de los dos primeros juegos de Sonic. Morawiec encargó al compositor principal Howard Drossin que escribiera un nuevo tema en dos horas.

### Lanzamiento

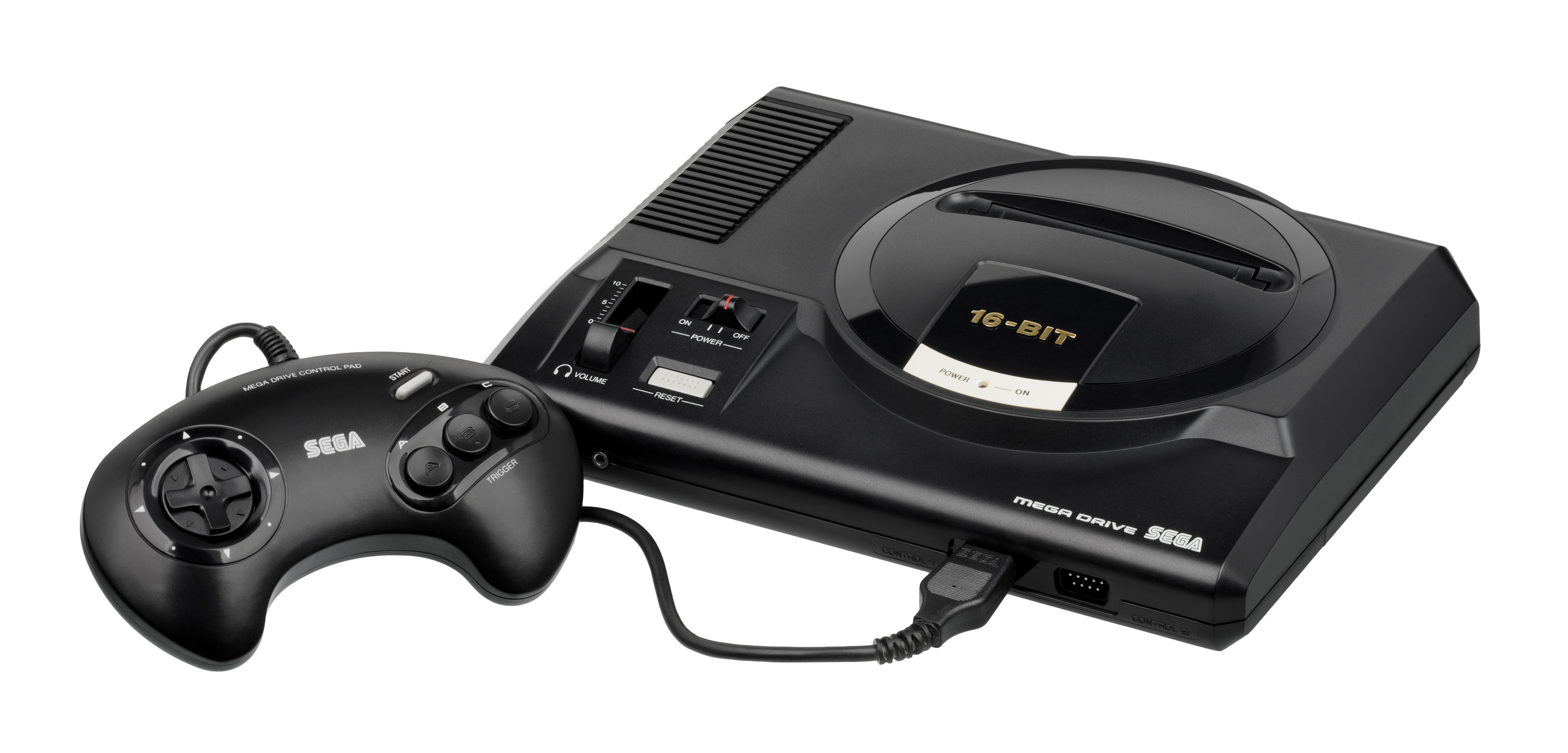
El juego se lanzó originalmente para Sega Genesis/Mega Drive en 1993

Morawiec creía que el juego enfrentaría «desafíos de aceptación» tanto de los fanáticos como de los medios de juego, ya que Sonic the Hedgehog Pinball se alejó del género de plataformas tradicional. Después de regresar a los Estados Unidos desde Europa, Morawiec se sorprendió al descubrir que el juego se había vendido bien y se alegró de que se beneficiara de la popularidad de la franquicia. No obstante, lamentó que al equipo le hubiera faltado tiempo para «pulir» el juego.
Después de que el juego de Game Gear, Sonic Drift, recibiera malas críticas en Japón, Sega lanzó un port de 8 bits de Sonic Spinball para Game Gear en su lugar en todo el mundo a finales de 1994. También se lanzó para Master System en Brasil y Europa en 1995. La versión de 8 bits es casi idéntica al juego Genesis, con imágenes degradadas y etapas de bonificación diferentes y más orientadas a las plataformas. La versión de Master System se lanzó cerca del final de la vida útil de la consola y no se vendió bien, y se convirtió en un valioso objeto de colección.
Sonic Spinball se ha vuelto a publicar en 11 plataformas diferentes. La versión de Genesis del juego se volvió a publicar en la compilación Sonic Mega Collection para GameCube, PlayStation 2, Xbox y Microsoft Windows, Sonic's Ultimate Genesis Collection para Xbox 360 y PlayStation 3, y múltiples iteraciones de la serie Sega Smash Pack, que incluye un port para Game Boy Advance. La versión de Game Gear aparece como un juego desbloqueable en Sonic Adventure DX: Director's Cut para GameCube y Windows, así como en Sonic Gems Collection para GameCube y PlayStation 2. El juego estaba destinado a ser incluido en Sonic Classic Collection para Nintendo DS, pero se eliminó por razones no especificadas. La versión de Genesis se lanzó en la consola virtual de Wii el 12 de marzo de 2007 en Norteamérica y el 5 de abril de 2007 en Europa. Una forma emulada del juego también estuvo disponible para dispositivos iOS a través de la App Store de Apple en 2010, pero luego se eliminó junto con otros juegos de Sega en 2015. Fue lanzado en Steam en 2010 y Nintendo Switch Online en 2022.

## Recepción
La versión de Genesis recibió críticas generalmente positivas tras su lanzamiento. Laurie Yates de Electronic Games le dio una crítica muy positiva, con puntuaciones del 90 % en gráficos y sonido, y del 95 % en jugabilidad y rejugabilidad. Scary Larry de GamePro le dio una crítica positiva y lo calificó como un juego de pinball «divertido, rápido y frenético».
Las imágenes fueron generalmente bien recibidas. Ed Semrad de Electronic Gaming Monthly pensó que el juego dentro de una máquina de pinball era una idea novedosa y también calificó las imágenes, la música y los efectos de sonido del juego como «de primera categoría». Al Manuel, de la misma publicación, opinó que los gráficos no eran tan «nítidos» como otros títulos de Sonic the Hedgehog, y también pensó que el sonido no era impresionante.
Bob Strauss de Entertainment Weekly sintió que el juego inicialmente contaba con un excelente concepto, pero finalmente tuvo una ejecución defectuosa, diciendo que Sonic, actuando como un pinball, a menudo se movía como una «canica de plomo». Rich Leadbetter de Mean Machines también expresó su preocupación por la falta de valor de repetición del juego y dijo que, a pesar de su jugabilidad adictiva, los cuatro niveles no eran suficientes, especialmente dado el precio.
Andromeda de GamePro, en una revisión mixta de la versión de Game Gear, criticó la configuración de control y sintió que el juego era un ejemplo mediocre de un juego de pinball, pero admitió que tenía una sensación similar a los títulos anteriores de Sonic the Hedgehog.

### Retrospectiva
Retrospectivamente, Sonic Spinball recibió críticas mixtas, con una puntuación del 61 % en el agregador de reseñas de videojuegos GameRankings.
En una revisión retrospectiva, Lucas Thomas de IGN sintió que los gráficos del juego coincidían con los de los juegos posteriores de Sonic en Genesis, y consideró que los minijuegos de Spinball eran «visualmente distintos y bien hechos». Un crítico de Jeuxvideo.com pensó que el los gráficos eran «generalmente buenos», pero indicaron que había otros juegos visualmente superiores para Genesis. De manera similar, William Avery de GameSpot notó que el juego contenía cierta ralentización. Dan Whitehead, de Eurogamer, criticó la lenta velocidad de fotogramas del juego y la ralentización que se producía cuando «las cosas amenazaban con volverse agitadas» en el juego, y señaló que sufría «el viejo problema de Mega Drive».
Varios aspectos de la jugabilidad obtuvieron una recepción mixta por parte de los críticos, aunque el esquema de control del juego recibió la mayoría de las críticas. El crítico de Jeuxvideo.com disfrutó de cómo el propio Sonic actuaba como un pinball, pero notó que los controles eran menos precisos y receptivos en comparación con otros juegos de plataformas. Dan Whitehead afirmó que los controles del juego estaban «confundidos por el enfoque de mitad y mitad» y criticó su motor de juego «torpe», diciendo que el esquema de control del juego arruinó los entornos de pinball. Thomas declaró: «Hay aspectos del control que podrían haber sido más estrictos, y su nivel de dificultad puede ser demasiado extremo para los nuevos jugadores». Damien McFarren de Nintendo Life dijo que el juego se presenta como uno de plataformas y uno de pinball pobre debido a su física de bola poco convincente y elementos de plataforma frustrantes.

## Legado
Un segundo juego de la serie, Sonic Pinball Party, fue lanzado para Game Boy Advance en 2003 con críticas generalmente favorables.
En 2010, se inauguró una montaña rusa giratoria, Sonic Spinball, en el parque temático Alton Towers en Staffordshire. Aunque la montaña rusa no se diseñó originalmente con un tema de Sonic the Hedgehog, el viaje se convirtió en parte de un acuerdo de patrocinio entre Sega y Alton Towers. Más tarde, se puso a disposición una habitación de hotel con el tema de Sonic the Hedgehog en Alton Towers Hotel, que presentaba varios juegos jugables de la saga, así como un fondo de pantalla basado en Sonic the Hedgehog 4: Episode I.